# Índice de corpulencia
El Índice de Corpulencia (IC) o Índice Ponderal (IP) es una medida de la delgadez (corpulencia) de una persona calculada como una relación entre la masa y la altura. Fue propuesta por primera vez en 1921 como la "Medida de Corpulencia" por el médico suizo Fritz Rohrer y, por lo tanto, también se la conoce como Índice de Rohrer. Es similar al índice de masa corporal, pero la masa se normaliza con el tercer poder de altura corporal en lugar del segundo poder.
{\displaystyle \mathrm {CI} ={\frac {\mathrm {masa} }{\mathrm {altura} ^{3}}}}
con {\displaystyle \mathrm {masa} } en kilogramos y {\displaystyle \mathrm {altura} } en metros, dando una medida con las mismas dimensiones que la densidad. El índice de corpulencia produce resultados válidos incluso para personas muy bajas y muy altas. Debido a esta propiedad, se usa más comúnmente en pediatría. (Para un bebé, se puede tomar la longitud del talón a la corona para la altura). Los valores normales para los bebés son aproximadamente dos veces más altos que para los adultos, que es el resultado de sus piernas relativamente cortas. No es necesario ajustar la edad después de la adolescencia. También se ha demostrado que tiene una tasa más baja de falsos positivos en los atletas.
El índice de corpulencia se define de manera diversa (se debe preferir la primera definición debido al uso de unidades SI kg y m) de la siguiente manera: 
| Fórmula                                                                              | Unidades para masa (peso corporal) | Unidades de altura (o longitud) | Valores considerados normales o típicos | Valores considerados normales o típicos |
| Fórmula                                                                              | Unidades para masa (peso corporal) | Unidades de altura (o longitud) | para un bebé de 12 meses                | más allá de la infancia                 |
| ------------------------------------------------------------------------------------ | ---------------------------------- | ------------------------------- | --------------------------------------- | --------------------------------------- |
| {\displaystyle {\text{CI}}={\frac {\mathrm {masa} }{\mathrm {altura} ^{3}}}}         | kilogramos                         | metros                          | 24                                      | 12                                      |
| {\displaystyle {\text{CI}}=1000{\frac {\mathrm {masa} }{\mathrm {altura} ^{3}}}}     | gramos                             | centímetros                     | (los mismos valores que arriba)         | (los mismos valores que arriba)         |
| {\displaystyle {\text{CI}}={\frac {\mathrm {altura} }{\sqrt[{3}]{\mathrm {masa} }}}} | libras                             | pulgadas                        | 12.49 a 13.92                           | 12.49 a 13.92                           |

## Importancia
- Desempeña un papel en la evaluación de si la restricción del crecimiento intrauterino de un niño es simétrica o asimétrica.[11]
- Se ha demostrado que el IC tiene mayor sensibilidad, especificidad, así como valores predictivos tanto positivos como negativos que el índice de masa corporal.[5]